# Langelandia anophthalma
Langelandia anophthalma là một loài bọ cánh cứng trong họ Zopheridae. Loài này được Aubé miêu tả khoa học năm 1842.